# Wilhelm Winkler (Statistiker)

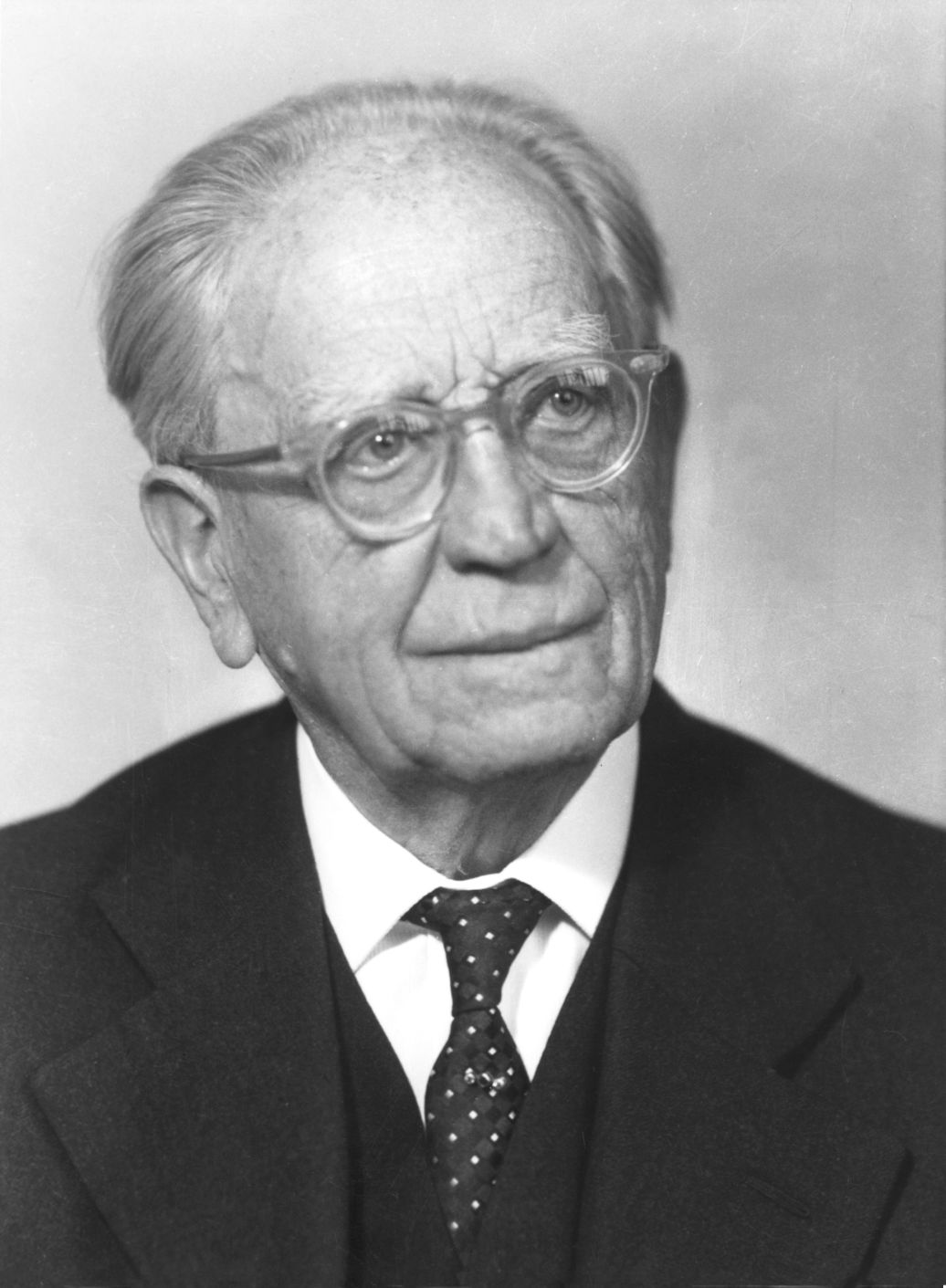
Wilhelm Winkler (1965)

Wilhelm Winkler (geboren 29. Juni 1884 in Prag, Österreich-Ungarn; gestorben 3. September 1984 in Wien) war ein österreichischer Statistiker und Demograph. Er lehrte an der Universität Wien von 1927 bis zu seiner Zwangspensionierung in der NS-Zeit als außerordentlicher Professor für Statistik. 1947 wurde er der erste Ordinarius für dieses Fach in Österreich. Während der Ersten Republik und der Ständestaats-Diktatur war er Beamter beim Bundesamt für Statistik und leitete die österreichische Volkszählung im Jahr 1934. In seinen Werken befasste sich Winkler vor allem mit der Bevölkerungsstatistik und der Logik statistischer Verhältniszahlen. Er war Gründer der Österreichischen Statistischen Gesellschaft und Ehrenmitglied des Internationalen Statistischen Instituts.

## Ausbildung und Karriere bis 1938
Wilhelm Winkler war das vierte von acht Kindern eines Musiklehrers. Er besuchte das deutsche Gymnasium auf der Prager Kleinseite und studierte anschließend an der Deutschen Universität Prag Rechts- und Staatswissenschaften. Bei Heinrich Rauchberg hörte er Statistik, bei Arthur Spiethoff Nationalökonomie. 1907 wurde er zum Dr. jur. promoviert. Nach dem Wehrdienst als Einjährig-Freiwilliger trat Winkler 1909 zunächst als Konzipist in das Böhmische statistische Büro ein, später wurde er dessen Vizesekretär. Als Reserveoffizier und Freiwilliger im Ersten Weltkrieg wurde er während der vierten Isonzoschlacht im November 1915 schwer verwundet. Nach seiner Entlassung aus dem Spital diente er bis Kriegsende in der wissenschaftlichen Kommission für die Kriegswirtschaft im k.u.k. Kriegsministerium, wo er zusammen mit Othmar Spann die Heeresstatistische Abteilung leitete.
Wilhelm Winkler heiratete 1918 die aus Nordböhmen stammende Klara Deutsch, mit der er fünf Kinder bekam. Als statistischer Fachberater gehörte er 1919 zur österreichischen Delegation bei den Friedensverhandlungen von Saint Germain-en-Laye. 1920 fand Winkler eine beamtete Stellung im Bundesamt für Statistik, wo er ab 1925 die Abteilung für Bevölkerungsstatistik leitete. Parallel habilitierte er sich 1921 an der Universität Wien bei Friedrich Wieser und Othmar Spann für das Fach Statistik und lehrte anschließend als Privatdozent. Nach Verleihung des Titels eines außerordentlichen Professors (1927) und der Ernennung zum wirklichen Extraordinarius (1929) wechselte Winkler hauptberuflich an die Universität, blieb aber im Nebenamt noch bis 1938 im Bundesamt für Statistik tätig. Im Jahre 1934 leitete er die österreichischen Volkszählung.
Winkler betätigte sich auch als ein deutschnationaler Volkstumspolitiker, der große Teile Ostmitteleuropas „heim ins Reich“ holen wollte; hierzu gründete er 1924 an der Universität ein „Institut für Statistik der Minderheitsvölker“, schrieb über das „gesamte Deutschtum“ im Osten oder vom „Schutz der nationalen Minderheiten“ (womit er Menschen ursprünglich deutscher Herkunft meinte) und betrieb namens einer Wiener „Südostdeutschen Forschungsgemeinschaft“ völkische Propaganda. Mitarbeiter Winklers in diesem irredentistischen Verein waren Hugo Hassinger, Hans Hirsch, Otto Brunner und Wilfried Krallert; zu dem Münchener Gegenstück namens Südost-Institut bestanden enge Beziehungen. Reisen in die deutschen „Volkstumsgebiete“ sollten die Gebietsansprüche untermauern. Im Zuge der zunehmenden Durchdringung des deutschnationalen Lagers durch die Nationalsozialisten wandte sich Winkler von diesem ab und wurde stattdessen Anhänger der österreichischen Ständestaat-Diktatur von Engelbert Dollfuß und Kurt Schuschnigg. Der von Österreich in die USA emigrierte Politikwissenschaftler Erich Hula schätzte 1938 ein, dass Winkler ein Nationalist, „aber kein Nazi“ war.

## NS-Zeit
Weil er sich nach dem „Anschluss“ Österreichs an den deutschen NS-Staat nicht von seiner jüdischen Frau Klara trennen wollte, wurde der erst 54-jährige Winkler zum 1. Juni 1938 sowohl als Universitätsprofessor als auch als Mitarbeiter des Statistikamts zwangspensioniert. Dabei mögen auch seine Nähe zum Ständestaat-Regime und seine seit 1935 öffentlich erklärte Ablehnung der nationalsozialistischen Rassen- und Kirchenpolitik eine Rolle gespielt haben. Der Familienvater geriet dadurch in eine angespannte materielle Lage (er hatte fünf Kinder zwischen 11 und 17 Jahren zu versorgen) und versuchte zu emigrieren. 

Er ersuchte mehrere Institutionen in Großbritannien und den Vereinigten Staaten um Hilfe beim Finden einer akademischen Position. Arthur Lyon Bowley und William Beveridge sprachen sich jedoch gegen seine Berufung nach England aus, da seine fachliche Arbeit zwar gut, aber nicht sonderlich originell sei und Zweifel an seinen englischen Sprachkenntnissen bestanden. Friedrich August von Hayek, der Winkler aus Wien kannte und zu der Zeit bereits in London etabliert war, setzte sich nicht für ihn ein. Joseph Schumpeter stellte ihm zwar ein sehr positives Zeugnis aus (“one of the best statisticians alive”), konnte ihm aber auch keine Stellung verschaffen. So harrte Winkler trotz persönlichen Demütigungen und Verfolgungen seiner Familie während der NS-Zeit in Wien aus. Nach dem Krieg schrieb er in seiner Autobiografie: 

„Ich hatte gleich am Anfang der Hitlerei die gute Eingebung gehabt, mich an den Dekan meiner Fakultät um eine Art Geleitbrief – im Hinblick auf meine wissenschaftlichen Leistungen und mein Ansehen im Ausland – zu bemühen. Der Fakultätsbeschluss kam auch zustande und Prof. Ernst Schönbauer, der als führender Nationalsozialist kommissarischer Dekan geworden ist, stellte mir ein sehr vorteilhaftes Zeugnis aus, das nicht verfehlte, immer wenn vorgezeigt, Eindruck zu machen.“

Durch das Festhalten an der Ehe konnte er seine Frau vor der Deportation und Ermordung bewahren. Seine behinderte Tochter wurde jedoch im „Euthanasie“-Programm der Nationalsozialisten ermordet.

## Nach 1945
Nach dem Ende des Zweiten Weltkriegs wurde Winkler im April 1945 als außerordentlicher Professor rehabilitiert und zum Vorstand des Instituts für Statistik bestellt. Er konzentrierte sich nun aber auf die akademische Tätigkeit und kehrte nicht mehr ins Statistikamt zurück. Mit Neujahr 1947 wurde er zum einzigen ordentlichen Professor für Statistik in Österreich ernannt und trug zur Etablierung dieses Fachs als eigenständiger akademischer Disziplin in Österreich bei. Winklers Synthese zwischen begriffslogischen und mathematischen Konzepten in der Statistik, die einst als progressiv galt, war mittlerweile jedoch durch den internationalen Siegeszug der mathematischen Statistik fachlich überholt. Im akademischen Jahr 1950/51 war er Dekan der Rechts- und Staatswissenschaftlichen Fakultät der Universität Wien.
Wilhelm Winkler war 1951 der Gründer der Österreichischen Statistischen Gesellschaft, der er mehrere Jahre als Präsident vorstand. Er veröffentlichte 1952 das erste deutschsprachige Lehrbuch der Ökonometrie. Nach erreichen des 70. Lebensjahres absolvierte er noch ein „Ehrenjahr“, bevor er 1955 emeritiert wurde. Auch danach publizierte er weiter und nahm aktiv an internationalen Konferenzen teil. Im Jahr 1959 war er Gastgeber des Internationalen Kongresses für Bevölkerungswissenschaft in Wien. Die Universitäten München (1959) und Wien (1965) verliehen Winkler die Ehrendoktorwürde. Das Internationale Statistische Institut wählte ihn 1966 zu einem seiner weltweit sieben Ehrenmitglieder. Anlässlich seines Todes im Alter von 100 Jahren wurde er in Nachrufen als „Nestor“ der österreichischen oder gar der europäischen Statistik und Demographie gewürdigt. Er war Mitglied der Österreichischen Akademie der Wissenschaften und Ehrenmitglied der Royal Statistical Society.

## Werke (Auswahl)
- Deutschböhmens Wirtschaftskraft. In: Rudolph Lodgman: Deutschböhmen. Verlag Ullstein & Co, Berlin 1919.
- The Population of the Austrian Republic In: The Annals of the American Academy of Political and Social Sciences, Band 98 (1921), Supplement, S. 1–6.
- mit Walter Breisky: Die Weltlage der Statistik. J. Springer, Wien 1930
- Statistisches Handbuch der europäischen Nationalitäten. Braumüller, Wien/Leipzig 1931.
- Grundriss der Statistik. 2 Bände, Springer, Berlin 1931/33.
- Grundfragen der Ökonometrie. Springer, Wien 1951.
- Demometrie Duncker und Humblot, Berlin 1969.